# Església de Santa Maria del Puig
|  | Per a altres significats, vegeu «Santa Maria del Puig (Tercui)». |

L'església de Santa Maria del Puig o ermita del Puig és una obra del municipi d'Esparreguera inclosa en l'Inventari del Patrimoni Arquitectònic de Catalunya. Es tracta d'una construcció romànica sobre un petit altiplà elevat sobre la vall del riu Llobregat.

## Descripció
Edifici que s'aixeca sobre una terrassa a la dreta del Llobregat, a la sortida del congost del Cairat. És una església de planta de creu llatina amb una sola nau, coberta amb volta de canó, i un absis semicircular. Té dues capelles laterals a manera de fals transsepte afegides amb posterioritat a l'obra romànica. Al creuer s'aixeca un cimbori de planta ovalada inscrit en un rectangle amb estructura de prisma octogonal a l'exterior, molt desfigurat degut al pes del campanar de torre que hi ha a sobre i que, almenys en la forma en què ens ha pervingut, és posterior a l'obra romànica. En l'edifici, que evidencia moltes reconstruccions, es pot reconèixer l'aprofitament de la paret nord, preromànica, feta amb reble i pedres, llosetes i grans còdols, alguns disposats en espiga, tot plegat embegut en un morter molt abundant.
Interiorment ha estat folrada amb una paret romànica. L'absis, sense arcuacions, és d'obertura molt ampla i, en canvi, poc profunda, característica que, dins del romànic, indica una datació avançada. S'hi obren tres finestres, la central més gran, totes d'esplandit interior, la part exterior de les quals és formada per dos arcs i el seu ampit és inclinat. L'aparell d'aquest absis, de carreus mitjans i petits, és disposat amb molta regularitat. L'absis era decorat amb pintures, de les que només en resten alguns vestigis entre la paret romànica original d'obertura de l'absis i l'arc gòtic afegit.

## Història
El 985, dins del terme del castell d'Esparreguera hi havia diverses parròquies. Així ho diu Guillem d'Esparreguera, quan lliura els seus castells a la seu de Vic. Per tant, ja aleshores deuria existir Santa Maria del Puig, que sembla que fou edificada pels voltants del segle x, i fou la parròquia del terme del castell fins que el 1612 fou beneïda una nova parròquia a la vila. En principi era coneguda com a "església de Santa Maria", quan encara no existia la de la vila.
Durant els segles xi i xii hi ha diversos esments de deixes i llegats a l'església de "ipso Pugo", però sembla que en la majoria dels casos s'adreça al santuari occità de Nostra Dona del Puèg, a l'Alvèrnia, que aleshores era un important centre de pelegrinatge.
Hom esmenta que Pere Sacosta, cavaller de Barcelona i dels castells d'Esparreguera, edificà el poble en el Pla al costat de l'actual ermita, dins dels termes de Sta. Maria del Puig, segons que consta en la petició adreçada al bisbe de Barcelona, l'any 1316. Esparreguera passaria, l'any 1351, al vassallatge de l'abat de Montserrat.
Des del començament del segle xiv, quan una primitiva capella dedicada a Santa Eulàlia fou construïda a la pobla d'Esparreguera, l'antiga parròquia del Puig començà a declinar i, especialment, després dels terratrèmols del segle xv, que la deixaren molt malmesa. Després d'aquest terratrèmol es van fer ampliacions i reformes en el temple.
A principis del segle xvii, l'any 1612, passa a ser depenent de la nova parròquia de Santa Eulàlia, però segueix mantenint activitat pròpia.
El temple patí els efectes de la guerra civil (1936- 1939), i posteriorment Santa Maria del Puig resta abandonada fins que el 1945 Alfred Sedó, propietari de la colònia Sedó, creient que l'ermita li pertany inicia una restauració exterior, que abandona al saber que no n'és el propietari. És el 1982 quan es constitueix "Amics de Santa Maria del Puig" per fer-se càrrec de la restauració, manteniment i divulgació del monument.
L'any 2002-2003 veren tenir lloc campanyes d'excavació a l'interior de l'absis en que deixarien "al descobert l'antiga paret d'una església preromànica amb un paviment associat molt important".